# Schah Chalil Allah III.
Schah Chalil Allah III. (persisch شاه خلیل الله, DMG Šāh Khalīl Allāh; † 1817 in Yazd) war der 45. Imam der Schia der Nizari-Ismailiten, als Sohn und Nachfolger des 44. Imams Abu’l-Hassan Ali († 1792).

## Biographie
Nach dem Tod des Vaters in Kerman verlegte Schah Chalil Allah seine Residenz zurück nach Kahak bei Ghom, wo bereits einige seiner Vorfahren gelebt haben. Hatten schon seine Vorgänger die Prinzipien der „Vorsicht“ (taqīya) schrittweise fallengelassen, so gewann unter seiner Ägide das Ismailitentum in zunehmendem Maß an neuen politischen und religiösen Einfluss im Persien der noch jungen Kadscharen-Dynastie. Seine Anhängerschaft (šīʿa) erhielt großen Zulauf von Mu’mini-Ismailiten, die 1796 den Kontakt zu ihrem letzten in Indien lebenden Imam verloren hatten.
Im Jahr 1810 wurde der Imam in Kahak von dem französischen Diplomaten und Orientalisten Joseph Rousseau († 1831) besucht. Dieses Treffen markiert damit die erste persönliche Begegnung eines Europäers mit dem spirituellen Oberhaupt der Ismailiten. Rousseau war mit Silvestre de Sacy bekannt und kannte dessen etymologische Entschlüsselung des „Assassinen“-Begriffs, hinter dem sich die Glaubensgemeinde der Ismailiten verbarg. In dem Imam erkannte Rousseau somit folgerichtig einen Nachkommen jener „Alten vom Berge“, die im Mittelalter über die bei den Christen mit allerlei Legenden behaftete Sekte geboten.
1815 bezog Schah Chalil Allah eine neue Residenz in Yazd, um von dort aus eine schnellere Kommunikation mit seinen Anhängern in Indien führen zu können. Hier bildete 1817 ein radikaler Mullah der in Persien vorherrschenden Zwölfer-Schia nach einem öffentlichen Streitgespräch mit einem Ismailiten einen Lynchmob, der die Residenz des Imams stürmte und diesen und einige Personen seines Gefolges ermordete. Bestattet wurde der Imam in seinem eigens errichteten Mausoleum in Nadschaf, unweit des Imam-Ali-Schreins, das noch seinem Enkel Aga Khan II. als Grablege diente. Der Mullah wurde später von der Witwe des Imams vor Fath Ali Schah angeklagt, der den Rädelsführer zum Tode verurteilte. Zeitzeugenberichte zu diesen Vorgängen liegen vor in der Autobiographie des Aga Khan I. (ʿIbrat-afzā) und dem Reisebericht des Schotten James Baillie Fraser († 1856), der das Land 1821/22 durchreiste.

## Familie
Schah Chalil Allah war verheiratet mit Bibi Sarkara († 1851 in Kachchh), die vermutlich seine Cousine war. Ihre Kinder waren:
- Hassan Ali Schah, Aga Khan I. (* 1804 in Kahak, † April 1881 in Bombay), 46. Imam der Nizari-Ismailiten.
- Abu’l-Hassan Khan, genannt „Sardar“ (* um 1806 in Kahak, † 1880 in Teheran; bestattet in Nadschaf).
- Muhammad Baqir Khan.
- Schah Bibi; ⚭ mit Imami Khan Farahani.